# 艋舺夜市

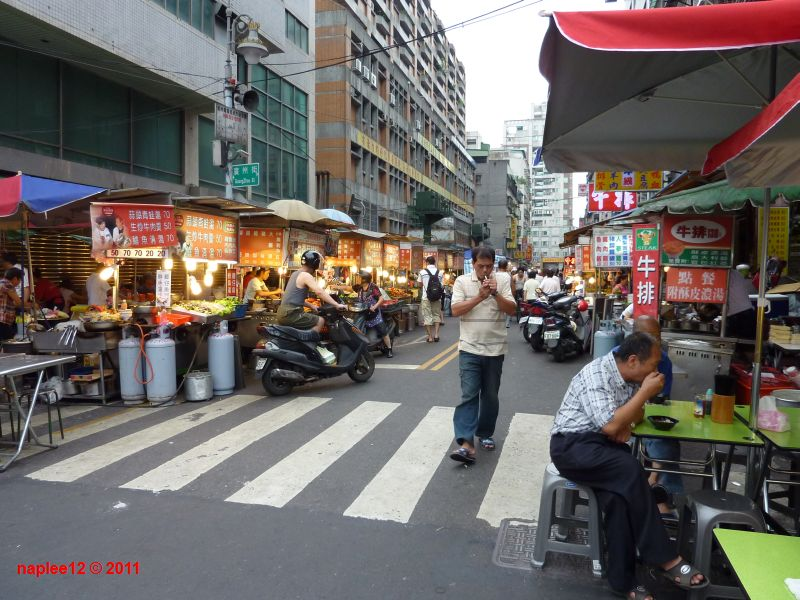
艋舺夜市（廣州街）

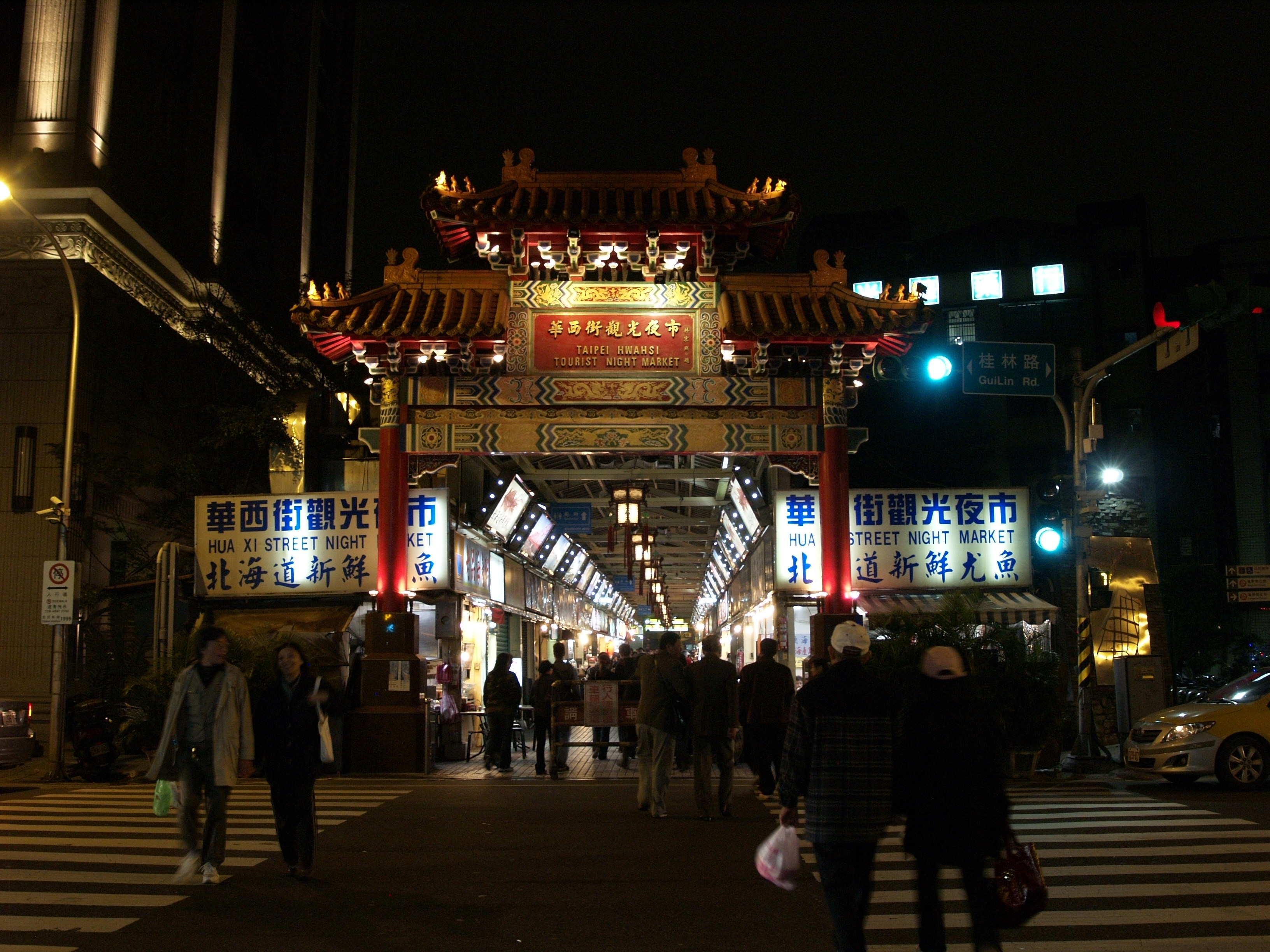
艋舺夜市（華西街）

艋舺夜市（もうこう/バンカ-よいち）は台湾台北市万華区の艋舺龍山寺西側にある夜市。万華夜市（萬華夜市）と呼ばれることもある。
龍山寺と艋舺公園の間を横切る東西方向の通り廣州街（廣州街夜市）が夜市の入口にあたる。廣州街と直角に交差する南北方向の通りである華西街（華西街夜市）と梧州街（梧州街夜市）にも飲食店が立ち並ぶ。これら3つの夜市をあわせて艋舺夜市と呼ぶ。
「艋舺」（バンカ）とは「丸木舟が集まる場所」の意味を表す原住民語のMoungarを音訳したもので、「萬華」は日本統治時代にバンカを日本語の漢字に当てて表記したものと言われている。この地区は水陸交通の要地として、台北盆地で最も早い時期にできた物産集散地だった。
50年以上の歴史がある華西街夜市は、薬膳料理や蛇やスッポン、海鮮を使った料理が名物である。華西街の賑わいが増してくると、西隣の梧州街周辺にも様々な飲食店が建ち並ぶようになった。梧州街夜市には豚足丼、羊肉鍋、ウツボやカエルを使ったスープなどの伝統料理が有名である。廣州街には、飲食店だけでなく生活用品や家電品、服飾関連の店も多く、これらの道から分岐する路地にも数多くの店が立ち並んでいる。

## アクセス
- 台北捷運 龍山寺駅から北西へ徒歩約0.2km
- 台鉄 万華駅から北へ徒歩約0.4km